# Tomás Espresate Pons
Tomás Espresate Pons (Port-Bou, España, 1904-México, 1994) fue un político y editor hispano-mexicano.[cita requerida]

## Biografía
Nació en la localidad gerundense de Portbou en 1904. De profesión fue agente de aduanas, llegando a trabajar en los puestos aduaneros de Portbou y Canfranc. Establecido en esta localidad, en 1931 fue uno de los fundadores de la agrupación socialista de Canfranc —de la cual ejerció como secretario general—. Tras el estallido de la Guerra civil pasó a formar parte del comisariado político del Ejército Popular de la República. En calidad de tal, ejercería como comisario de la 44.ª División.
Con la derrota republicana hubo de abandonar España y marchar al exilio, instalándose inicialmente en París. En la capital francesa colaboraría con el  Servicio de Evacuación de Refugiados Españoles (SERE). Poco después se trasladaría a bordo del buque Nyassa a México (véase exilio republicano español en México), país donde se estableció definitivamente. Se dedicó a la industria editorial, y fundó Crédito Editorial, la Librería Madero (en 1939, adquirida en 1989 por Enrique Fuentes Castilla) y la Editorial Madero. En 1960, fundó, junto a su hija Neus Espresate Xirau, Vicente Rojo Almazán y otros, la Editorial Era. En paralelo, mantuvo su actividad política en el exilio. Alineado con el sector negrinista del PSOE, sería expulsado del partido en 1946. No obstante, reingresaría en 1956 tras afiliarse ese año a la Agrupación Socialista Española de México. En 1972 seguiría al Partido Socialista Obrero Español (histórico), tras la escisión interna que se produjo en el XXV Congreso.[cita requerida]